# Jul's Rollerskates
Dit overzicht is mogelijk incompleet; u kunt helpen door het uit te breiden.
Jul's Rollerskates is een stalen achtbaan in Julianatoren. Het is een Junior Coaster achtbaantype van achtbaanfabrikant Vekoma.

## Geschiedenis
In 1993 werd de achtbaan geopend als Super Achtbaan en het heeft achtbaankarretjes in de vorm van rolschaatsen. In 2014 werd de naam Jul's Rollerskates gebruikt. Jul is een van de hoofdmascottes van het park die een meer prominente rol in het park kregen waardoor een aantal attracties naar de mascotte is vernoemd.

## Baandetails
De achtbaan is 207 meter lang, heeft een maximumsnelheid van 34,9 km per uur en heeft een hoogte van 8,5 meter en heeft geen inversies. De rit duurt 1:44 minuten. De achtbaan heeft 1 achtbaantrein die bestaat uit 8 wagonnen. Per wagon kunnen 2 personen zij-aan-zij plaatsnemen, zodat de trein een capaciteit heeft van 16 personen per rit. De inzittenden worden voorzien van een heupbeugel.
Afbeeldingen